# 브롱아하포주

브롱아하포주

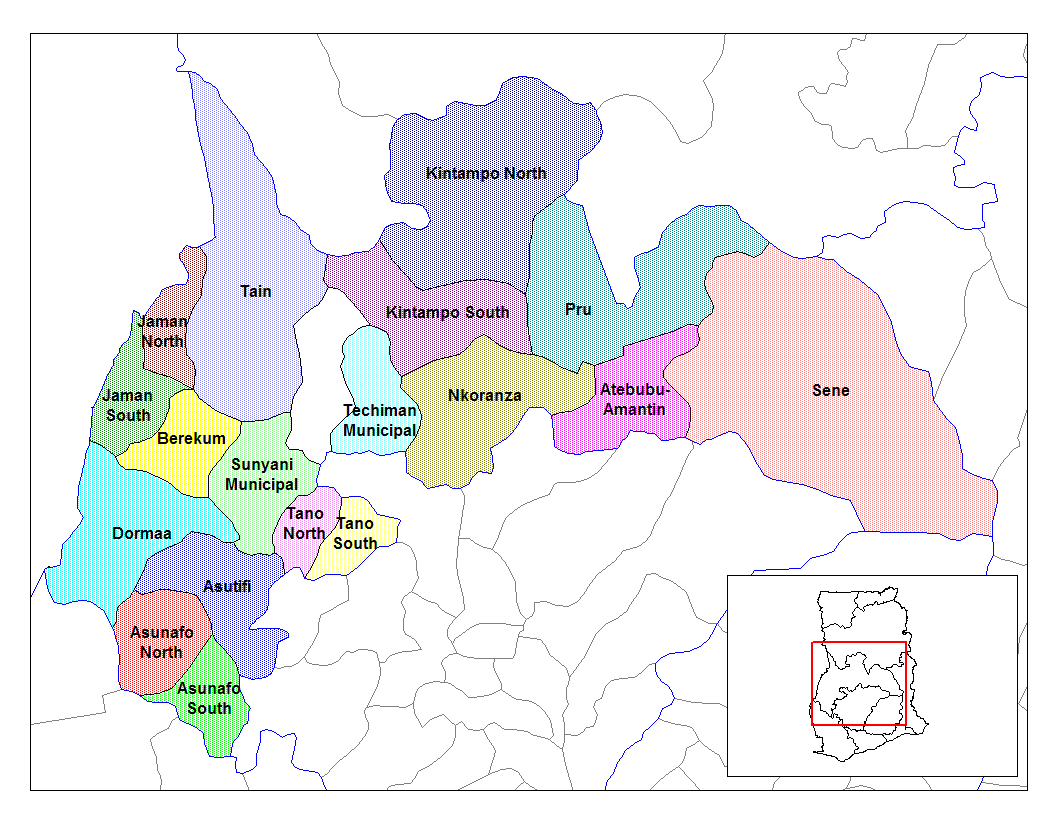
브롱아하포주의 군

브롱아하포주(Brong-Ahafo Region)는 가나의 폐지된 주다. 주도는 수니아니였으며 인구는 1,815,408명(2000년 기준), 면적은 39,557km2였다. 19개 군을 관할했었다.